# Halbe
Halbe is een gemeente in de Duitse deelstaat Brandenburg, en maakt deel uit van het Landkreis Dahme-Spreewald.
Halbe telt 2.415 inwoners.
In 1945 leed de Wehrmacht in het gebied nabij Halbe en Märkisch Buchholz een van de laatste grote nederlagen van de Tweede Wereldoorlog. In de Slag om Halbe sneuvelden ongeveer dertigduizend Duitse militairen en het Rode Leger verloor circa twintigduizend man. Tijdens de hevige gevechten kwamen naar schatting tienduizend burgers en dwangarbeiders om het leven.